# Felizzano
Felizzano és un municipi situat al territori de la província d'Alessandria, a la regió del Piemont, (Itàlia). Limita amb els municipis d'Altavilla Monferrato, Fubine, Masio, Quattordio, Solero i Oviglio.